# Piotr Esqueda Ramírez
Piotr Esqueda Ramírez, (hiszp.) Pedro Esqueda Ramírez (ur. 29 kwietnia 1887 w San Juan de los Lagos, zm. 22 listopada 1927 Teocaltitlán) – święty Kościoła katolickiego, działający na terenie diecezji guadalajarskiej prezbiter, twórca szkoły katechetów, ofiara prześladowań antykatolickich zapoczątkowanych w okresie rewolucji meksykańskiej, męczennik.

## Życiorys
Pochodził z ubogiej rodziny, którą wspomagał wcześnie podejmując pracę zarobkową. Naukę w seminarium duchownym w Guadalajarze przerwała akcja rewolucjonistów V. Carranzy, którzy zamknęli wszystkie katolickie placówki oświatowe. Święcenia kapłańskie przyjął 19 listopada 1916 r.. Podjąwszy pracę pełnił obowiązki wikariusza, a realizował swój apostolat przygotowując dzieci do Pierwszej Komunii Świętej i krzewiąc kult Eucharystii, był też twórcą szkoły katechetów. Szczególną miłością darzył Matkę Bożą z Guadelupe. Wbrew dekretowi wydanemu w 1926 r., nakazującemu duchownym przeniesienie się do miast nie opuścił wiernych świadcząc potajemnie posługę kapłańską. Aresztowany został w listopadzie 1927 roku gdy przygotowywał się do odprawienia mszy. Przed egzekucją przez cztery dni poddawali Piotra Esqueda Ramíreza torturom (jednym z obrażeń była złamana ręka), a na miejsce stracenia zmuszony został iść boso po kolcach kaktusów. Rozstrzelany został gdy nie miał sił iść dalej, trzema strzałami jednego z eskortujących go żołnierzy.
Atrybutem świętego męczennika jest palma.
Po translacji relikwie spoczęły w San Juan de los Lagos, mieście które jest szczególnym miejscem kultu świętego.
Po zakończeniu procesu informacyjnego na etapie lokalnej diecezji, który toczył się w latach 1933–1988 w odniesieniu do męczenników okresu prześladowań Kościoła katolickiego w Meksyku, został beatyfikowany 22 listopada 1992 roku w watykańskiej bazylice św. Piotra, a jego kanonizacja na placu Świętego Piotra, w grupie Krzysztofa Magallanesa Jary i 24 towarzyszy, odbyła się 21 maja 2000 roku. Wyniesienia na ołtarze Kościoła katolickiego dokonał papież Jan Paweł II.
Wspomnienie liturgiczne obchodzone jest w dies natalis (22 listopada).